# Kishore Kumar
Kishore Kumar, nato Abhas Kumar Ganguly (Khandwa, 4 agosto 1929 – Mumbai, 13 ottobre 1987), è stato un attore e cantante indiano.
Attivo come cantante playback, attore, direttore musicale, paroliere, sceneggiatore e produttore, è stato uno dei più importanti cantanti dell'industria cinematografica indiana. La sua carriera è cominciata nel 1946 e si è conclusa nel 1987, anno della sua morte, avvenuta a soli 58 anni. Oltre alla hindi, ha recitato e cantato in diverse lingue quali bengali, marathi, assamese, gujarati, kannada, bhojpuri, malayalam e urdu. 

## Vita privata
Si è sposato quattro volte. Dal 1950 al 1958 è stato sposato con l'attrice e cantante Ruma Guha Thakurta, dal 1960 al 1969 (morte di lei) con l'attrice e cantante Madhubala, dal 1976 al 1978 con l'attrice Yogeeta Bali e dal 1980 al 1987 (morte di lui) con l'attrice Leena Chandavarkar.

## Premi e riconoscimenti
- Filmfare Awards
  - 8 volte "miglior cantante in playback maschile" (1970, 1976, 1979, 1981, 1983, 1984, 1985, 1986)
- Bengal Film Journalists' Association Awards
  - 4 volte "miglior cantante in playback maschile" (1971, 1972, 1973, 1975)
- Lata Mangeshkar Award (1986)